# Anthophora peritomae
Anthophora peritomae är en biart som beskrevs av Cockerell 1905. Anthophora peritomae ingår i släktet pälsbin, och familjen långtungebin. Inga underarter finns listade i Catalogue of Life.